# Warwick (Massachusetts)
Warwick é uma vila localizada no condado de Franklin no estado estadounidense de Massachusetts. No Censo de 2010 tinha uma população de 780 habitantes e uma densidade populacional de 8 pessoas por km².

## Geografia
Warwick encontra-se localizado nas coordenadas 42° 40′ 48″ N, 72° 20′ 24″ O. Segundo o Departamento do Censo dos Estados Unidos, Warwick tem uma superfície total de 97.51 km², da qual 96.7 km² correspondem a terra firme e (0.83%) 0.81 km² é água.

## Demografia
Segundo o censo de 2010, tinha 780 pessoas residindo em Warwick. A densidade populacional era de 8 hab./km². Dos 780 habitantes, Warwick estava composto pelo 97.69% brancos, o 0% eram afroamericanos, o 0.51% eram amerindios, o 0.9% eram asiáticos, o 0% eram insulares do Pacífico, o 0% eram de outras raças e o 0.9% pertenciam a duas ou mais raças. Do total da população o 1.03% eram hispanos ou latinos de qualquer raça.